# Mai 1774

## Événements
- 10 mai, France : mort dans une relative indifférence de Louis XV. Début du règne de Louis XVI de France [1](fin en 1792). Il choisit des ministres réformateurs (juillet-août).

- 12 mai : Maurepas devient conseiller intime du roi.

- 17 mai : le général Thomas Gage arrive à Boston comme gouverneur[2].

- 20 mai :
  - Massachusetts Government Act. Loi martiale et suspension des libertés du Massachusetts. Les assemblées municipales et les assemblées populaires réagissent en se soulevant[2].
  - Administration of Justice Act[3].

## Naissances
- 7 mai : Francis Beaufort († 1856), hydrographe britannique d'origine irlandaise.
- 13 mai : Pierre-Narcisse Guérin, peintre français († 6 juillet 1833).
- 18 mai : Louis Foureau de Beauregard, homme politique français († 30 novembre 1848).
- 20 mai : Jacques Joseph Baudrillart (mort en 1832), agronome et forestier français[4].
- 28 mai : Edward Charles Howard (mort en 1816), chimiste britannique.

## Décès
- 1er mai : William Hewson, chirurgien, anatomiste et physiologiste britannique.
- 8 mai : Henry Baker, naturaliste britannique.
- 10 mai : Louis XV, roi de France, victime de la petite vérole, dans l’indifférence générale.